# Gagrella rubra
Gagrella rubra is een hooiwagen uit de familie Sclerosomatidae.